# Малага — Коста-дель-Соль
Ма́лага — Ко́ста-дель-Соль (исп. Málaga-Costa del Sol) — район (комарка) в Испании, входит в провинцию Малага в составе автономного сообщества Андалусия.

## Муниципалитеты
| Муниципалитет | Население | Площадь км² | Плотность населения чел./км² |
| ------------- | --------- | ----------- | ---------------------------- |
| Малага        | 560 631   | 395         | 1419,32                      |
| Альмохиа      | 4309      | 164         | 26,27                        |
| Касабермеха   | 3364      | 68          | 49,47                        |